# Carlos López González
Pour les articles homonymes, voir González.
Carlos López González, né le 17 janvier 1981 à Tzompantepec et mort le 15 décembre 2018 à Tocatlán (es), est un coureur cycliste mexicain, considéré comme un des meilleurs coureurs cyclistes tlaxcaltecos des vingt dernières années.

## Biographie
Originaire de San Andrés Ahuahuastepec (municipalité de Tzompantepec), Carlos López González est d'extraction sociale modeste. Il doit rapidement abandonner l'école pour subvenir aux besoins des onze membres de sa famille.
Dans la catégorie Espoir, Carlos López obtient la médaille d'argent de la course en ligne des championnats panaméricains de 2002. Toujours chez les moins de 23 ans, il représente, également, son pays à deux championnats du monde en 2001 et en 2002.
Contrôlé positif à l'EPO durant le Tour du Guatemala 2004, dont il prend la troisième place, il est déclassé et suspendu pendant deux ans. En 2007, Il revient au Guatemala, pour cette fois, remporter l'épreuve.
López devient champion national en 2010 et représente son pays lors des Jeux panaméricains de 2011.
Le 15 décembre 2018, renversé par un SUV conduit par l'ancien maire de Tlaxcala, Adolfo Escobar (en) sur la route fédérale Apizaco-Huamantla (es), Carlos López González meurt sur le coup d'un traumatisme crânio-encéphalique alors qu'il roulait en vélo. Escobar est ensuite arrêté et inculpé,. Il est libéré contre une caution de 200 000 pesos (environ 8 000 euros). Alors qu'il est accusé de corruption dans d'autres affaires, aucun procès n'a eu lieu, renforçant le sentiment d'impunité qui règne dans l'État. 
Marié, il habitait Xaltianquisco (municipalité de Tzompantepec). Carlos López avait planifié la fin de sa carrière cycliste pour 2019.

## Palmarès
- 2002
  -  Médaillé d'argent du championnat panaméricain sur route espoirs
- 2003
  - 1re étape du Tour des Amériques
- 2004
  - 9e et 10e étapes du Tour du Guatemala
  - 3e du Tour du Guatemala
- 2007
  - Vuelta a Puebla :
    - Classement général
    - 2e étape

  - 3e étape du Tour de Chihuahua
  - Tour du Guatemala :
    - Classement général
    - 8e étape

  - 2e du championnat du Mexique sur route
- 2008
  - Vuelta del Distrito Federal :
    - Classement général
    - 2e étape

  - 3e étape du Tour du Chiapas
  - 3e du Tour du Chiapas
- 2009
  - Holy Saturday Cross Country Cycling Classic
  - 2e du Tour du Mexique
- 2010
  -  Champion du Mexique sur route
  - 3e du championnat du Mexique du contre-la-montre
- 2011
  - 3e étape de la Vuelta Mazatlán
  - 1re étape de la Vuelta de Higuito
  - 2e du Tour du Michoacán
  - 2e de la Vuelta Mazatlán
  - 3e du championnat du Mexique du contre-la-montre
  - 3e du Tour de Chihuahua
- 2012
  - 3e du Tour du Michoacán
- 2013
  - 3e du championnat du Mexique du contre-la-montre
- 2014
  - 2e de la KREM New Year's Day Cycling Classic
- 2015
  - Clásica Lunes del Cerro
  - Gran Premio Miguel Arroyo
- 2016
  - 1re étape de la Vuelta al Caribe
  - 3e de la Vuelta al Caribe

## Classements mondiaux
| Année            | 2007 | 2008 | 2009 | 2010 | 2011 | 2012 | 2013 |
| ---------------- | ---- | ---- | ---- | ---- | ---- | ---- | ---- |
| UCI America Tour | 105e | 29e  | 26e  |      | 381e | 91e  | 236e |